# Бриквил (Пенсилванија)
Бриквил (енгл. Brickerville) насељено је место без административног статуса у америчкој савезној држави Пенсилванија.

## Демографија
По попису из 2010. године број становника је 1.309, што је 22 (1,7%) становника више него 2000. године.
| Група             | 2000.         | 2010.         |
| Белци             | 1.256 (97,6%) | 1.262 (96,4%) |
| Афроамериканци    | 2 (0,2%)      | 14 (1,1%)     |
| Азијати           | 4 (0,3%)      | 2 (0,2%)      |
| Хиспаноамериканци | 23 (1,8%)     | 18 (1,4%)     |
| Укупно            | 1.287         | 1.309         |